# Take Cover
Take Cover és una pel·lícula de thriller d'acció britànica del 2024 dirigida per Nick McKinless i protagonitzada per Scott Adkins i Alice Eve. Se centra en un franctirador professional atrapat en un àtic de vidre per un rival que el pot matar. S'ha doblat al català.
Scott Adkins va anunciar que protagonitzarà una pel·lícula anomenada Take Cover. El rodatge principal va començar el 19 de juny de 2023 a Anglaterra.
Els distribuidors Brainstorm Media i Fandango at Home van estrenar Take Cover en una selecció de cinemes dels EUA i a la carta a partir del 4 d'octubre al Regne Unit i Irlanda, el 14 d'octubre de 2024.